# Tambor (banda)
Tambor é uma banda pop portuguesa, formada nos finais da década de 90.

## Biografia
A banda forma-se em 1998, liderada por Fernando Martins (jurado do Chuva de Estrelas) e com Alexandra Valentim, na voz. 
O álbum Cortina de Fumo é editado em 1999. Jamais Descer, o segundo, é lançado pela Lemon em 2002. O álbum Rádio é lançado em 2004.
Lançam em 2010 o quarto álbum de originais de nome Quatro, tendo como single de apresentação "Cada dia que Passa". O single foi incluído na banda sonora da série de televisão da SIC, Lua Vermelha.
Em 2011 são nomeados como melhor banda/disco nos XVI Globos de Ouro para o álbum Quatro.
O álbum Electro Pop é editado em janeiro de 2013. O disco inclui temas como Revolução Um e Fica.
No dia 24 de Janeiro de 2014 realizam no Salão Nobre do Museu Nacional de Arqueologia, no Mosteiro dos Jerónimos, um concerto Acústico com o Coro da Orquestra Extraordinária.
Os Tambor lançaram digitalmente o trabalho O Espaço Sem Ti Não é Nada, gravado com o Coro da Orquestra Extraordinária no concerto do Mosteiro dos Jerónimos.
Fazem uma versão de Dunas dos GNR, apresentada anteriormente no programa "Não Me Sai da Cabeça", para a banda sonora da telenovela "Água de Mar" da RTP.
Realizam uma versão de Canção Verdes Anos, com música de Carlos Paredes e palavras de Pedro Támen para a iniciativa da Antena 1 e do programa "Os Dias Cantados".
Em Fevereiro de 2017 lançam o disco "Construção Da Saudade".

## Discografia
- Cortina de Fumo (Farol) - 1999
- Jamais Descer (Lemon) - 2002
- Rádio (Marte Records) - 2004
- Quatro  (Marte Records) - 2010
- Electro Pop  (Marte Records) - 2012
- Construção Da Saudade - 2017

Outros
- Quatro Deluxe  (Marte Records) - 2013
- O Espaço Sem Ti Não é Nada - 2014

compilações
- 2001 Big Brother 3 edição lemon
- 2010 Lua Vermelha edição iplay